# Pàlevo
Pàlevo (en rus: Палево) és un poble de l'óblast de Sakhalín, a Rússia, el 2013 tenia 47 habitants.